# Laevaricella guadeloupensis
Espèce
Synonymes
Oleacina guadeloupensis Pfeiffer, 1859
Laevaricella guadeloupensis (anciennement Oleacina guadeloupensis) est une espèce d'escargot de la famille des Oleacinidae, endémique de l'île de Basse-Terre, en Guadeloupe.

## Description
La glandine de Guadeloupe (Laevaricella guadeloupensis) présente une coquille turriculée oblongue, fine, lisse et brillante, à varices peu nombreuses et arquées, peu proéminentes et bordées de bandes brun marron (flammules). La spire est formée de 7 tours peu convexes. Elle s’amincit progressivement et présente un apex obtus. Le dernier tour forme environ un tiers de la longueur de la coquille et s’amincit à la base. La columelle très arquée est étroitement tronquée. L’ouverture est légèrement oblique, ovale et appointée, au péristome fin, avec le bord droit s’arquant vers l’avant et bordé de roux. Les dimensions du type sont 14 mm de longueur pour 4,3 mm de large, et une ouverture de 4,7 × 2,5 mm.
L'animal vivant a été observé par H. Mazé, qui en propose la description suivante : « L'animal en marche mesure de 14 à 17 millimètres. La partie supérieure du corps, y compris les tentacules, est d'un noir bleuâtre, qui passe, par des nuances successives, au blanc laiteux, vers et sous le pied ».
Mazé distingue une variété β dont la coquille se caractérise par une absence de flammule.

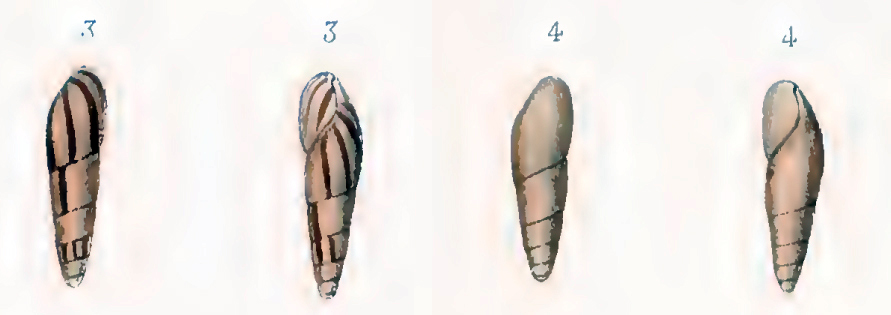
Représentation de la forme typique (3) et de la variété β (4) de Laevaricella guadeloupensis (Mazé 1883, planche 1, fig. 3-4).

## Distribution
La localité-type est la Guadeloupe. Le spécimen-type décrit par Pfeiffer a été trouvé par Caillet, qui est connu pour avoir collecté à l'habitation Gommier, Pointe Noire. Les autres stations où l'espèce a été collectée au XIXe s. se situent également sur le versant ouest de la Basse-Terre, à des altitudes comprises entre 300 et 500 m d'altitude. La variété β a été collectée sur les rives de la ravine Malanga, commune de Saint-Claude, à une altitude supérieure à 700 m d'altitude. 

## Habitat
Laevaricella guadeloupensis est une espèce forestière présente dans la forêt sempervirente saisonnière et de la partie basse de la forêt ombrophile. Selon Mazé, Laevaricella guadeloupensis « vit sous les pierres, les détritus de végétaux, dans les lieux humides ou ombragés, parfois dans les cavités de vieux murs en ruines, mais toujours à une altitude supérieure à 300 mètres ».

## Écologie
La famille des Oleacinidae regroupe des espèces carnivores, consommateurs d'autres mollusques. Aucune observation n'a toutefois été rapportée sur la glandine de Guadeloupe qui permette d'établir ses proies. L'observation d'un spécimen dans une galerie de lombric suggère que l'espèce pourrait se nourrir de vers de terre.

## Conservation
L’espèce n'a pas été revue au vingtième siècle, malgré les prospections malacologiques de l'île de Basse-Terre. Elle a, pour cette raison, été inscrite comme éteinte sur la liste rouge des espèces menacées de 1996.
La prospection des stations où l'espèce a été collectée au XIXe s. n'a pas non plus permis d'observer d'individu. L'espèce a toutefois été retrouvée au début des années 2010 dans les hauteurs de Bouillante, sous la forme d'une coquille fraiche et d'un spécimen vivant et, plus récemment, sur la crête Mahault, commune de Pointe Noire, ainsi que sur la crête Corossol, commune de Vieux-habitants, et dans la forêt ombrophile des contreforts de la Soufrière, commune de Saint-Claude. La persistance de cette espèce dans des forêts d'altitude et son absence des localités historiques indiquent, néanmoins, que cet escargot a vu son aire de distribution se réduire depuis le XIXe s.